# Bombardă

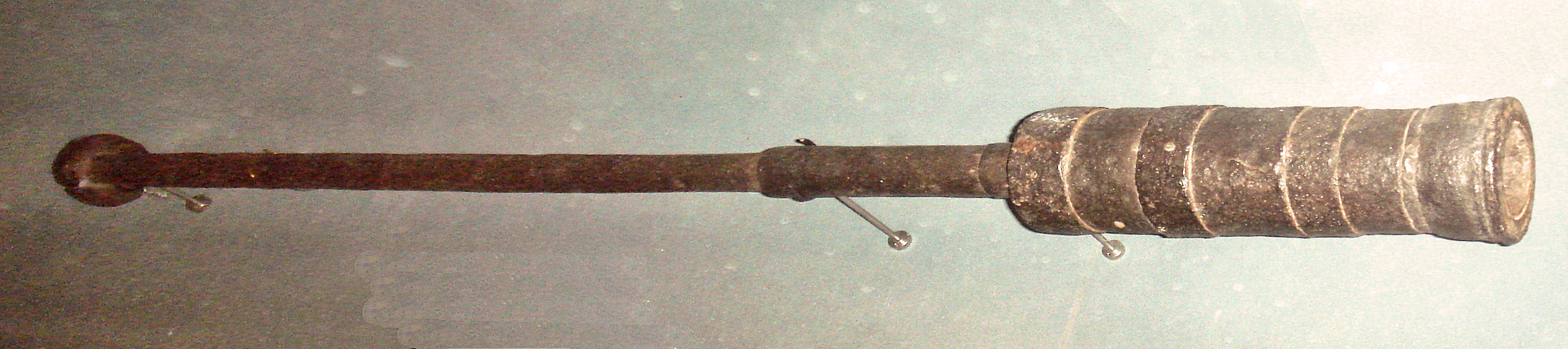
„Bombardă de mână”, 1390–1400

Bombardă expusă la Muzeul Militar din Paris

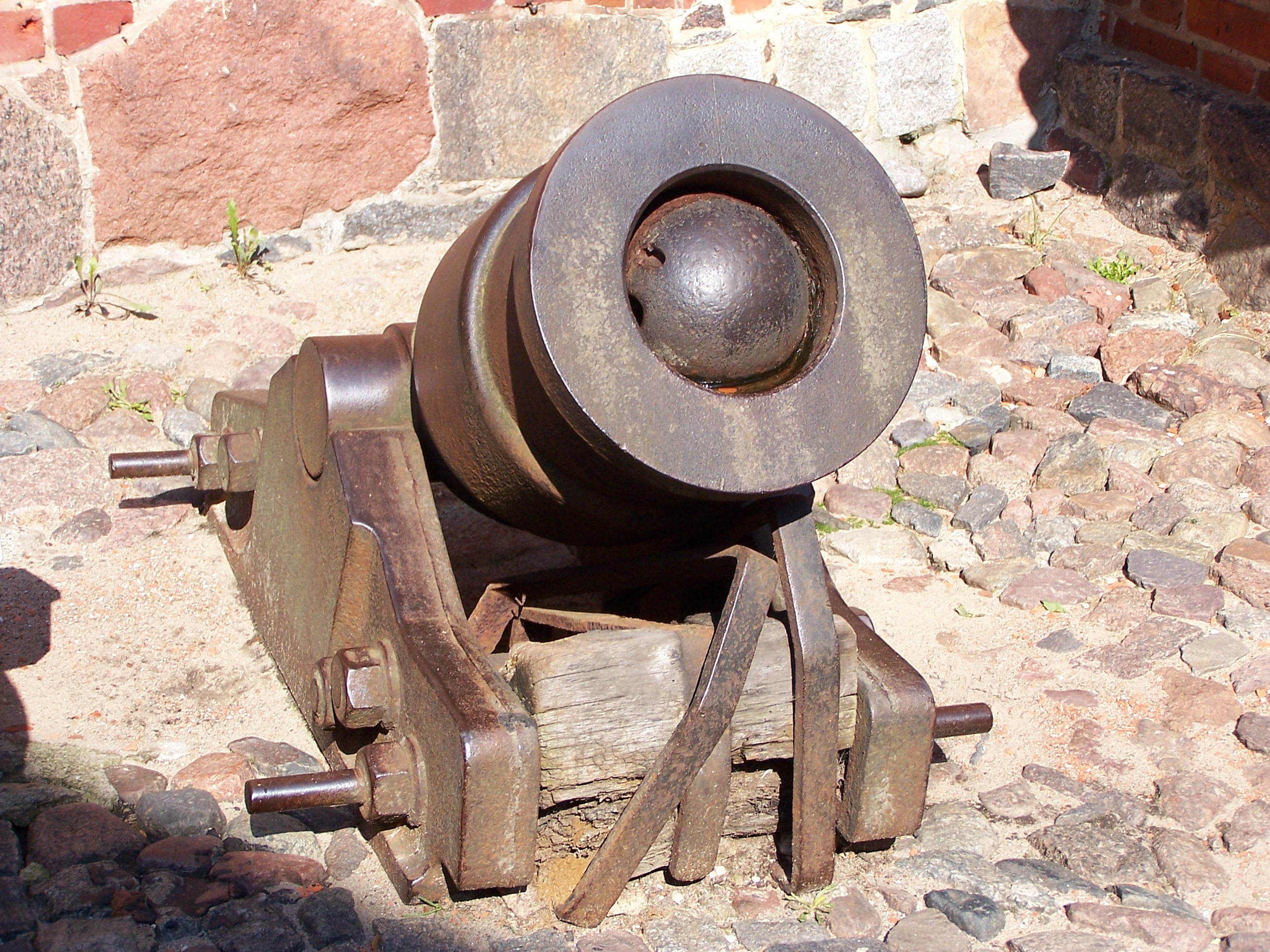
Bombardă în poziţie de tragere

Bombarda este o armă de foc de artilerie, strămoșul tunului, formată, inițial, dintr-o țeavă de bronz, întărită cu cercuri de oțel, mai târziu integral de oțel, cu care, în Evul Mediu, se aruncau ghiulele de metal (bronz sau plumb) sau de piatră asupra cetăților asediate și asupra altor fortificații, folosind praf de pușcă pentru propulsarea proiectilelor.

## Istorie
Bombarda a fost folosită mai întâi de genovezi, apoi preluată de englezi și francezi la începutul războiului de 100 de ani.
La început bombarda nu avea roți iar țeava se așeza pe niște suporți de lemn.
Unele modele de bombardă au fost adaptate pentru corăbiile de luptă, fiind folosite până la apariția tunului cu proiectil capsulat. Bombardele se încărcau întotdeauna pe la gura țevii cu o anumită cantitate de praf de pușcă, după care, prin același orificiu, era introdusă ghiuleaua. Actul tragerii se realiza prin aprinderea unui fitil scurt, care pătrundea în țeavă pe la capătul opus gurii de tragere, și care aprindea praful de pușcă. Cadența de tragere era mică datorită încingerii țevii. Precizia era foarte redusă, efectul principal al tragerii fiind cel psihologic.
Denumirea de bombardă provine din limba franceză veche, bombarde, unde a pătruns din limba latină medievală bombarda care, la rândul său se pare că provine din latina clasică bombus, unde avea sensul de zgomot puternic.
În Țările Române, bombarda mai purta numele de balimez, baliemez sau banimez. 
Și în România au fost descoperite o serie de bombarde. Cea mai veche este considerată bombarda din bronz descoperită în cetatea de la Giurgiu, datată cu anul 1445, posibil din timpul bătăliei lui Vlad Dracul. O a doua bombardă mică, din bronz, a fost descoperită în cetatea Severinului, iar o a treia bombardă din bronz a fost găsită în cetatea Bârladului, datată cu anul 1476.
În Cronica Moldo-Germană se consemnează faptul că ... a venit Ștefan voievod (în ianuarie 1465) asupra Chiliei, cu bună pace din toate părțile, și vineri dimineață a lovit cu bombardele și a dat asalt toată ziua la poarta castelului și l-a cucerit cu mare luptă. 
Documente de arhivă confirmă că în 1564 orașul Cluj a trimis 200 de bombarde pentru asediul orașului Baia Mare. 